# John Tracy (Thunderbirds)
John Tracy is een personage uit de poppen-televisieserie Thunderbirds, de drie op deze serie gebaseerde films, en de remake Thunderbirds Are Go. Hij is de op een na oudste zoon van Jeff Tracy, de oprichter van International Rescue. De titelfilm toont de Tracy-broers in volgorde van (jonger wordende) leeftijd.

## Achtergrond
John is genoemd naar astronaut John Glenn, die in de feitelijke wereld de eerste Amerikanen in de ruimte was. Hij is meestal het vaste bemanningslid van Thunderbird 5, maar wisselt af en toe met Alan. Wanneer hij niet in Thunderbird 5 zit, is hij astronaut van Thunderbird 3.
Johns leeftijd in de serie wordt geschat op 25 jaar. Over zijn exacte geboortedatum bestaan uiteenlopende bronnen aangezien niet even duidelijk is in welk jaar de serie zich nu precies afspeelt. Indien uit wordt gegaan van 2026-2065 (Thunderbirds Are Go) is zijn geboortejaar 2001-2040.
Ray Barrett verzorgde de stem van John in de televisieserie en de eerste film. Keith Alexander deed Johns stem in de tweede film. In de live-actionfilm uit 2004 werd John gespeeld door Lex Shrapnel.

## Biografie
John Tracy is de tweede zoon van Jeff Tracy. Hij volgde een opleiding aan de Harvard Universiteit waar hij de opleiding “Laser and Electronic Communications” volgde. Tevens had hij interesse in astronomie. Na zijn studie volgde hij net als zijn vader Jeff een astronautentraining. Tijdens zijn studie deed hij zelf ook onderzoek. Dit onderzoek leidde uiteindelijk tot de publicatie van enkele astronomieboeken.
John werkte een tijdje als astronaut, totdat zijn vader International Rescue oprichtte. John kreeg de taak toegewezen om Thunderbird 5 te onderhouden. Vaak is hij het die een noodoproep het eerst opvangt en dit meldt aan het hoofdkwartier. Tevens is hij verantwoordelijk voor het grootste deel van de communicatie tussen Tracy Eiland en de Thunderbirdmachines. Ook in Thunderbird 5 houdt John zich in zijn vrije tijd bezig met astronomie.
Hoewel John en Alan elkaar in theorie geregeld afwisselen bij het bemannen van Thunderbird 5, is John in de serie maar zelden aanwezig op Tracy Eiland. De aflevering Danger at Ocean Deep is de enige waarin hij zelf deelnam aan een reddingsactie (hoewel hij aan het eind van die aflevering bekendmaakte al minstens een stuk of 12 missies te hebben meegemaakt).

## Thunderbirds Are Go
In de remake-serie Thunderbirds Are Go heeft John nog steeds voornamelijk de taak om Thunderbird 5 te bemannen, alleen houdt deze rol nu wel meer in dan alleen noodoproepen ontvangen en Tracy Island te waarschuwen. Zo coördineert hij veel van de reddingsmissies. 

## Trivia
- Gerry Anderson vond John een van de “mindere” personages van de serie. Dat was ook de hoofdreden dat hij hem in Thunderbird 5 plaatste.
- In Thunderbirds Are Go ruilt hij zijn haarkleur met die van Gordon Tracy. De reden is waarschijnlijk omdat hij verward zou kunnen worden met Alan Tracy, die dezelfde haar- en oogkleur deelt.

## Voetnoot
1. ↑  Deze datum is afkomstig uit de karakterprofielen op de Nederlandse Thunderbirds dvd-reeks